# Uno strano concerto
Uno strano concerto (A Corny Concerto) è un film del 1943 diretto da Robert Clampett. È un cortometraggio d'animazione della serie Merrie Melodies, uscito negli Stati Uniti il 25 settembre 1943. Il corto è una parodia del film Disney Fantasia (1940), ed è strutturato in due brevi episodi impostati su altrettanti valzer di Johann Strauss, opportunamente abbreviati e adattati da Carl Stalling. Nel 1975 il cartone animato fu inserito integralmente nel film documentario Bugs Bunny Superstar. È diventato di pubblico dominio nel 1971 dopo che la United Artists, che ne deteneva i diritti, non riuscì a rinnovarne in tempo il copyright.

## Trama
Nella Corny-gie Hall, Taddeo (imitando Deems Taylor) presenta due brevi adattamenti dei valzer di Strauss Storielle del bosco viennese e Sul bel Danubio blu, invitando il pubblico a immaginare di trovarsi nei luoghi che hanno ispirato i brani.

### Episodi

#### Storielle del bosco viennese
Porky Pig e il suo cane vanno a caccia di conigli nei boschi di Vienna. I due trovano subito Bugs Bunny, ma il coniglio ruba il fucile a Porky e lo getta in un albero cavo, colpendo in testa uno scoiattolo che lo usa per sparare ai tre disturbatori. Dopo una scenata, Porky e il cane scoprono felicemente di essere illesi, mentre Bugs finge di essere stato colpito e di svenire. Quando il piangente Porky tenta di medicare Bugs, quest'ultimo urla come una donna e si alza vestito da ballerina, poi lega insieme Porky e il cane con il proprio reggiseno e se ne va danzando.

#### Sul bel Danubio blu

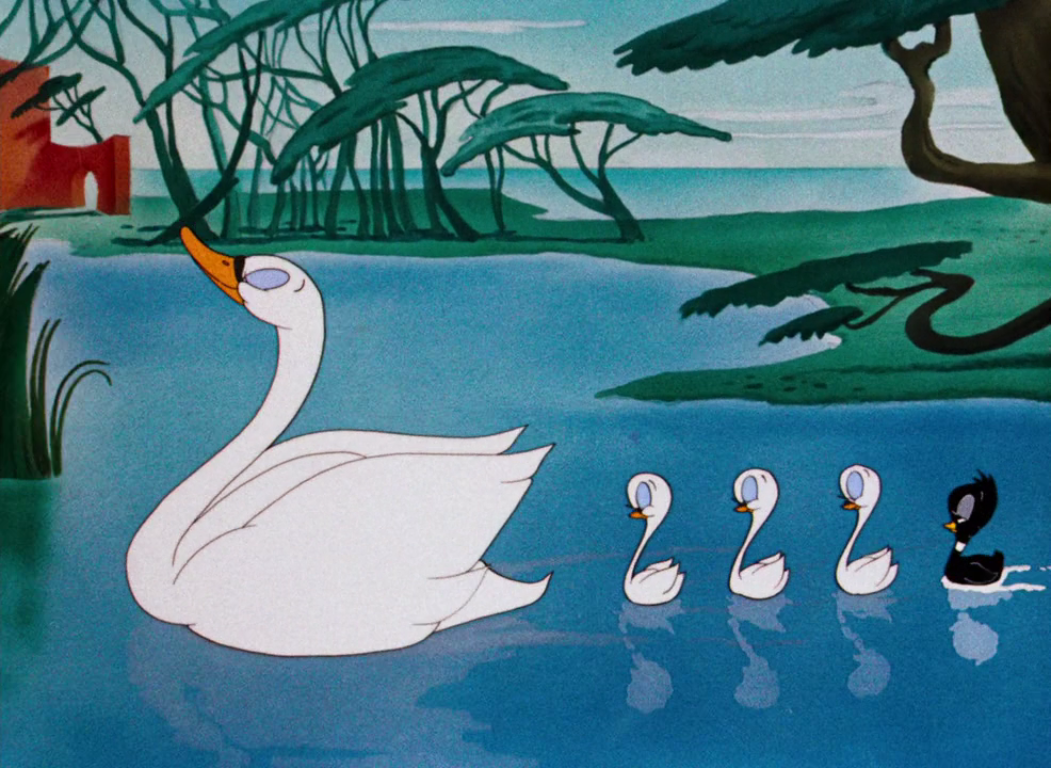
I protagonisti del secondo episodio

Una femmina di cigno e i suoi tre piccoli nuotano sul Danubio, quando vengono notati da un piccolo Daffy Duck. L'anatroccolo nero tenta di unirsi a loro ma non è ben accetto dalla madre, che lo caccia via per due volte. La famigliola, però, viene notata da un grosso avvoltoio, che rapisce i tre piccoli per mangiarseli. La madre scopre la loro scomparsa e sviene. Daffy vede l'avvoltoio allontanarsi in volo con i tre anatroccoli, così lo raggiunge e, dopo averlo colpito, lo fa cadere a terra con un bidone di TNT, uccidendolo. Grazie al suo gesto eroico, Daffy viene così adottato dalla famiglia di cigni.

## Distribuzione

### Edizione italiana
Il corto fu distribuito nei cinema italiani il 5 maggio 1949, coi titoli Lepre in si bemolle e Rosicchio in si bemolle; il doppiaggio fu realizzato direttamente negli Stati Uniti. Fu ridoppiato per la trasmissione televisiva nel 1996 dalla Angriservices Edizioni, sotto la direzione di Renzo Stacchi.

### Edizioni home video

#### VHS
America del Nord
- The Golden Age of Looney Tunes Volume 4: Bob Clampett (1992)
- Looney Tunes: The Collector's Edition - Musical Masterpieces (marzo 2000)

#### Laserdisc
- The Golden Age of Looney Tunes (11 dicembre 1991)

#### DVD e Blu-ray Disc
Il corto fu pubblicato in DVD-Video in America del Nord nel quarto disco della raccolta Looney Tunes Golden Collection: Volume 2 (intitolato Looney Tunes All-Stars: On Stage and Screen) distribuita il 2 novembre 2004, in cui è visibile anche con un commento audio di Michael Barrier; il DVD fu pubblicato in Italia il 16 marzo 2005 nella collana Looney Tunes Collection, col titolo All Stars: Volume 3. In America del Nord fu inserito anche nel secondo disco della raccolta DVD Looney Tunes Spotlight Collection Volume 2, uscita il 2 novembre 2004, mentre in Italia è stato incluso anche nel DVD Il tuo simpatico amico Porky Pig, uscito il 2 dicembre 2009. Successivamente fu inserito nel secondo DVD della raccolta 50 cartoons da collezione - Looney Tunes della collana Il meglio di Warner Bros., uscita in America del Nord il 25 giugno 2013 e in Italia il 5 dicembre. Fu poi inserito, nuovamente col commento audio, nel primo disco della raccolta Looney Tunes Platinum Collection: Volume Three, uscita in America del Nord in Blu-ray Disc il 12 agosto 2014 e in DVD il 4 novembre. Infine fu incluso nel DVD Looney Tunes Musical Masterpieces, uscito in America del Nord il 26 maggio 2015.

## Accoglienza
Nel 1994 il film si classificò al 47º posto nel libro di Jerry Beck The 50 Greatest Cartoons. In tale occasione Michael Barrier scrisse: "Altri registi imitarono o presero in giro i cartoni animati della Disney. Solo Bob Clampett rese loro omaggio, riconoscendo un debito pur affermando la propria identità. Uno strano concerto fa un inchino profondo e sinceramente rispettoso a Fantasia, ma con un sorriso sornione sul volto.". Nel 2010 il film fu selezionato per l'inclusione nel libro di Beck The 100 Greatest Looney Tunes Cartoons; nel libro, l'animatore Michael Sporn lo definisce "una pietra miliare in quanto fu il primo cartone animato della Warner Bros. a presentare più di due personaggi principali in ruoli da protagonista (Taddeo, Bugs e Porky, oltre a un prototipo di un giovane Daffy)".